# 二村莞司
二村 莞司（ふたむら かんじ、2001年1月14日 - ）は、ジャパンラグビーリーグワンクボタスピアーズ船橋・東京ベイに所属するラグビー選手。

## プロフィール
- 京都府長岡京市出身[1]。
- ポジションはセンター(CTB)、フルバック(FB)。
- 身長 180 cm、体重 87 kg
- ジュニア・ジャパンに選ばれたことがある[2]。

## 来歴
小学1年生からラグビーを始めた。
2019年、京都成章高校卒業後、帝京大学に入る。なお京都成章高校時代、高校日本代表に選ばれたことがある。
2023年1月、アーリーエントリーでクボタスピアーズ船橋・東京ベイに加入。同年3月、帝京大学卒業。
2024年4月7日に行われたJAPAN RUGBY LEAGUE ONE第12節ブレイブルーパス東京戦にて途中出場でリーグワン公式戦初出場を果たした。